# Sinfonía en do mayor, KV 208+102 (Mozart)

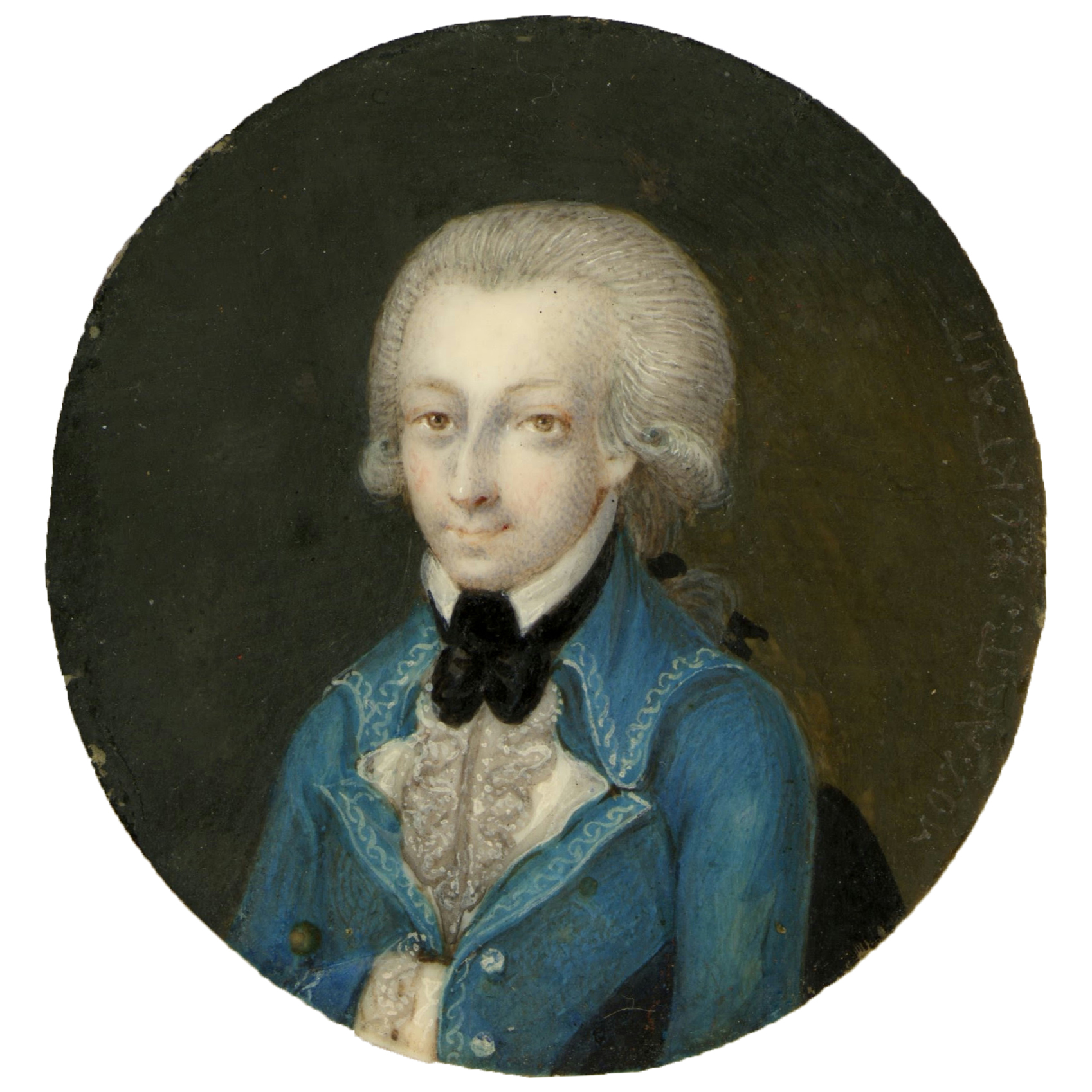
Mozart en 1773.

La Sinfonía n.º 52 en do mayor, K. 208+102/213c probablemente fue compuesta por Wolfgang Amadeus Mozart en 1775. Los dos primeros movimientos proceden de la obertura así como del aria inicial de la ópera Il re pastore, K. 208 y el último movimiento (K. 102/213c) fue compuesto por separado. 

## Historia

### Contexto

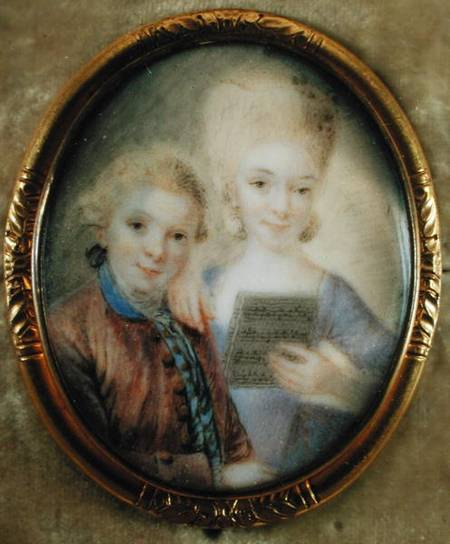
Wolfgang y Nannerl hacia 1763.

La carrera de Mozart como sinfonista había empezado en Londres durante el gran viaje de la familia Mozart por Europa entre junio de 1763 y noviembre de 1766. El padre Leopold Mozart planeó la gira para exhibir a sus prodigiosos hijos, Wolfgang y Nannerl en las principales cortes europeas. En ese tiempo Wolfgang compuso sus primeras obras del género, que tenían una deuda sustancial con las sinfonías de estilo galante italianizante en tres movimientos de Carl Friedrich Abel y Johann Christian Bach; también escuchó las sinfonías de compositores relevantes como Thomas Arne, William Boyce y Giuseppe Sammartini. Posteriormente Leopold y sus hijos pasaron en Viena varios meses de 1768 durante los cuales el joven maestro hizo un esfuerzo consciente por adaptar su estilo sinfónico a los gustos del público vienés, adoptando entre otras cosas la estructura en cuatro movimientos. Una afortunada consecuencia de los largos viajes del compositor en ciernes fue el contacto que le proporcionaron con una generosa muestra representativa de las tradiciones musicales europeas: alemana, británica, francesa e italiana.
El joven compositor y su padre realizaron tres viajes a Italia entre diciembre de 1769 y en mayo de 1773. En este periodo alternó sus visitas con estancias en Salzburgo durante las cuales creó la ópera Mitrídates, rey de Ponto, así como varias sinfonías con apreciable influencia del gusto italiano por la ópera bufa. En 1772 y 1773 el maestro austríaco vivió una etapa de entusiasmo por la escritura sinfónica, produciendo cada año siete nuevas sinfonías (n.º 15 - n.º 27). Después redujo su actividad en este campo y en los dos años siguientes sólo aparecieron tres nuevas piezas del género (n.º 28, 29 y 30). En 1778 realizó un largo y nefasto viaje a Mannheim y a París, durante el cual falleció su madre y su única producción relevante fue la Sinfonía n.º 31 "París". En enero de 1779 regresó a su ciudad natal donde creó otras tres sinfonías (n.º 32, 33 y 34) con las que cierra su etapa en Salzburgo. El casi cuarto de siglo que separa su primera sinfonía de la última -la n.º 41- estuvo marcado por el interés recurrente, si no continuo, del compositor por las posibilidades inherentes a esta forma. Al examinar la cronología de las obras de Mozart, se observa que la composición de sus sinfonías tiende a producirse en grupos espaciados irregularmente, de hasta nueve o diez ejemplos seguidos, en lugar de regular o aisladamente. Lo que esto podría sugerir, al margen de cualquier motivación económica, es que empleó estos periodos específicamente para resolver los problemas y retos de la forma sinfónica.

### Composición
La composición de esta obra, si realmente se trata de una obra del joven Mozart, pudo desarrollarse en 1775. A mediados del siglo XVIII se conocía como sinfonía a la música que se interpretaba como introducción a una ópera, lo que llegó a denominarse obertura. No existía una distinción formal entre una obra de este tipo y otra que, a pesar de llevar el mismo nombre, en realidad se acercaba más a lo que hoy se entiende por sinfonía de concierto. No obstante, a medida que los compositores avanzaban en la exploración de las posibilidades de la sinfonía, la diferencia entre ambas se fue haciendo cada vez más evidente. Sus sinfonías para ópera disponían obviamente de medios más modestos que las concebidas inicialmente como piezas de concierto. El maestro austríaco esperaba que su sinfonía operística se interpretase como obra independiente por derecho propio. Por esta razón reelaboró un aria de esa misma ópera y escribió un movimiento adicional para crear una obra de concierto multi-seccional. A pesar de su numeración se trata de una de las sinfonías tempranas del maestro austríaco, ya que fue una de las que se descubrieron después de que se elaborara la lista "oficial" de 41 sinfonías.

### Estreno y publicación
No se sabe con certeza la fecha y el lugar en que se celebró el estreno de la sinfonía.
La primera edición del último movimiento fue llevada a cabo en 1886 por el editor Gustav Nottebohm para la casa Breitkopf & Härtel en Leipzig, que publicó bajo la denominación Wolfgang Amadeus Mozarts Werke, Serie XXIV: Supplemente, Bd.1, No.8, tanto las partes como la partitura completa.
La Alte Mozart-Ausgabe (Antigua Edición de Mozart), que publicó la primera edición completa de las obras musicales de Mozart entre 1879 y 1882, estableció la secuencia numerada del 1 al 41 para la producción sinfónica del maestro austríaco. Algunas piezas, como la Sinfonía en fa mayor, K. 76, fueron publicadas en suplementos de la Alte-Mozart Ausgabe hasta 1910. Las sinfonías no numeradas en aquel momento han recibido posteriormente números que van del 42 al 56, incluso aunque fueran escritas por Mozart con anterioridad a la Sinfonía n.º 41 de 1788. Conforme a este esquema de numeración la Sinfonía K. 213c recibiría el número 52.

## Instrumentación
La partitura está escrita para una orquesta formada por:
- Viento madera: 2 flautas, 2 oboes y 1 [fagot].
- Viento metal: 2 trompas en do y 2 trompetas en do.
- Teclado: [clavecín].
- Cuerda: una sección de cuerdas con 2 violines (primero y segundo), viola, violonchelo y contrabajo.

En las orquestas de aquella época era una práctica común emplear el fagot y el clavecín, si estaban presentes en la orquesta, para reforzar la línea del bajo doblando a los violonchelos y los contrabajos o bien como continuo, incluso sin notación separada.

## Estructura y análisis
La sinfonía consta de tres movimientos:
- I. Molto allegro, en do mayor 4
4
- II. Andantino, en do mayor 6
8
- III. Presto assai, en do mayor 2
4

La interpretación de esta obra dura aproximadamente entre 5 y 10 minutos. Los tres movimientos se interpretan seguidos, sin pausas entre ellos. La sinfonía es por momentos alegre, pastoral y bailable.

### I.Molto allegro
El primer movimiento, Molto allegro, está escrito en la tonalidad de do mayor, en compás de 4/4 y sigue la forma sonata. El movimiento de apertura deriva de la obertura de la ópera Il re pastore, tras la cual pasa sin pausa al Andantino.

### II.Andantino
El segundo movimiento, Andantino, está en do menor y en compás de 6/8. El movimiento lento central también tiene su origen en la música de la misma ópera. Se trata del primer aria de Amintas de Il re pastore, "Intendo, amico rio". Mozart pudo haber indicado a un copista que sustituyera la voz del castrato por un oboe solista. No está escrito en su totalidad. Para reemplazar el compás final del aria se compusieron ocho compases adicionales a modo de transición, con el fin de hacer que este movimiento desembocara directamente en el siguiente.

### III.Presto assai
El tercer y último movimiento, Presto assai, retoma la tonalidad inicial y el compás es 2/4. Se interpreta sin flautas. El Finale fue escrito expresamente para completar la sinfonía. En su día se consideró que la Marcha en do mayor Il re pastore, K. 214 podría estar relacionada con este Finale pero esa hipótesis ha sido descartada.